# Bernard Alamand
Pour les articles homonymes, voir Alamand.
Bernard Alamand est un ecclésiastique français de la fin du XIVe siècle. Il fut ainsi évêque de Condom de 1369 à 1401.

## Biographie
Bernard Alamand est issu d'une famille bourgeoise de Mende en Gévaudan qui a peu à peu acquis sa noblesse. Il était assez proche du pape Urbain V, lui aussi originaire du Gévaudan.
En 1369, il devient évêque de Condom. L'église d'Occident est alors secouée par le Grand schisme. Bernard y voit en l'occurrence l'intervention du dragon de l'Apocalypse. Tout au long de son épiscopat, il cherche des solutions pour résoudre le schisme. Il propose ces solutions au travers de deux traités.
C'est également lui qui fait rebâtir la cathédrale Saint-Pierre de Condom qui était complètement ruinée en 1368.
Par ailleurs, son petit neveu, François Alamand, fut protonotaire apostolique et vicaire général de l'église de Mende.